# Freddie Marsden
Frederick John Marsden (23 de noviembre de 1940-9 de diciembre de 2006) fue un baterista británico, conocido como miembro fundador del grupo de música beat de los años 1960 Gerry and the Pacemakers, junto a su hermano menor Gerry Marsden, desde 1956 hasta 1966.

## Primeros años y carrera
Nacido en Liverpool, fue más conocido por ser el baterista de Gerry and the Pacemakers, la banda liderada por su hermano menor Gerry Marsden.  Tocó en muchos de sus éxitos como "You'll Never Walk Alone", "I Like It", y "How Do You Do It?".
Freddie comenzó a tocar en una banda cuando él, Gerry Marsden, Les Chadwick y Arthur McMahon formaron un grupo de skiffle en 1956, llamado Gerry Marsden and the Mars Bars.
The Pacemakers fueron dirigidos por Brian Epstein, que por entonces dirigía a The Beatles, a principios de 1963, y grabaron su primer álbum. How Do You Like It?.

## Vida posterior
Tras la disolución de The Pacemakers en 1966, Freddie Marsden se convirtió en operador telefónico, se casó con Margaret Naylor, fue padre y más tarde abrió la autoescuela Pacemaker en Formby.

## Fallecimiento
El 9 de diciembre de 2006, Freddie murió de cáncer a la edad de 66 años. Su funeral se celebró en la iglesia de Nuestra Señora de Formby.